# Гражданскаја оборона
Гражданскаја оборона (скраћ. ГрОб или ГО; рус. Гражданская оборона - "Цивилна одбрана") — je панк састав из Омска. Група је била активна од 1984. до 2008. године.
Певач ове групе био је Јегор Љетов (10. септембар 1964, Омск — 19. фебруар 2008, Омск), члан Национал-бољшевичке партије Русије.
Осим "Гражданској Обороне" Јегор Летов био је оснивач и припадник групе "Коммунизм" (заједно с Константином Рјабиновом и Олегом Судаковом) и соло пројеката "Јегор и Опизденевшије".

## Чланови групе
Последњи састав:
- Јегор Љетов — вокал, гитара (1984—1985, 1986—1990, 1993—2008)†;
- Наталија Чумакова — бас-гитара, пратећи вокал, електричне оргуље (1997—2008);
- Александар Чеснаков — гитара (2000—2008, 2019);
- Павел Перетолчин — бубњеви (2005—2008).

Бивши чланови:
- Константин "Кузја Уо" Рјабинов — вокал, пратећи вокал, гитара, бас-гитара (1984—1985, 1988, 1989—1990, 1993—1999, 2004, 2019—2020)†;
- Игор "Џеф" Жевтун — гитара, вокал, бас-гитара (1988—1989, 1989—1990, 1993—2000, 2004, 2019—2020);
- Јевгениј "Џексон" Кокорин — гитара, бас-гитара (1994, 1997, 2004, 2019);
- Дмитриj Сељиванов — гитара (1988);
- Јевгениј "Џон Дабл" Деев — бас-гитара (1988)†;
- Аркадиј Кузнецов — бас-гитара (1994, 2019);
- Јевгениј "Махно" Пјанов — бас-гитара, гитара (1995—1999);
- Аркадиј Кљимкин — бубњеви (1988—1990, 2019);
- Александар "Фантом из опере" Андрјушкин — бубњеви (1994—2005, 2019—2020);
- Анна Волкова — бас-гитара, инструменти са диркама, елекрична виолина, пратећи вокал (1995—1997);
- Ољег "Манагер" Судаков — вокал, пратећи вокал (1988, 2019—2020);
- Игор Староватов — бас-гитара (1988—1989, 2019—2020);
- Андреj "Бос" Бабенко — гитара (1984—1985);
- Андреj "Иван Камиказе" Машковцев — пратећи вокал (1984);
- Андреj "Курт" Васин —  пратећи вокал (1984—1985);
- Александар "Иван Морг" Клипов —  пратећи вокал (1984—1985)[1];
- Ирина Рјабинова — вокал, пратећи вокал (1985);
- Александар Бусел — бас-гитара (1985);
- Олег Ивановски — гитара (1985);
- Александар Рожков — флаута, гитара, удараљке, вокал и други инструменти (1985-1986);
- Валериј "Вел" Рожков — флаута (1985-1986);
- Јевгениј "Џеф" Филатов — бонго бубањ, хармоника, пратећи вокал (1986);
- Олег "Беба" Љишченко — гитара, бас-гитара, вокал (1987)†;
- Јевгениј "Ежен" Љишченко — бас-гитара, бубњеви, вокал (1987)†;
- Jана "Jанка" Дјагиљева — пратећи вокал, бас-гитара (1988, 1989, 1990)†
- Сергеј Зеленски — гитара, бас-гитара (1989);
- Игор Гуљајев — гитара (1994)†;
- Сергеј Љетов — саксофон (2000—2004, 2019).

## Дискографија
ГРАЖДАНСКАJА ОБОРОНА
- Поганая молодёжь (Проклета омладина) — 1985
- Оптимизм (Оптимизам) — 1985
- Игра в бисер перед свиньями (Игра бисера пред свињама) — 1986
- Мышеловка (Мишоловка) — 1987
- Хорошо!! (Добро!!) — 1987
- Тоталитаризм (Тоталитаризам) — 1987
- Некрофилия (Некрофилија) — 1987
- Красный альбом (Црвени албум) — 1987
- Всё идёт по плану (Све иде по плану) — 1988
- Так закалялась сталь (Тако се калио челик) — 1988
- Боевой стимул (Борбени стимулус) — 1988
- Тошнота (Мучнина) — 1989
- Песни радости и счастья (Песме радости и среће) — 1989
- Война (Рат) — 1989
- Здорово и вечно — 1989
- Армагеддон-Попс (Армагедон-попс) — 1989
- Русское поле экспериментов (Руско поље експеримената) — 1989
- Инструкция по выживанию (Инструкција за опстанак) — 1990
- Солнцеворот — 1997
- Невыносимая лёгкость бытия (Неподношљива лакоћа постојања) — 1997
- Звездопад (Падајуће Звезде) — 2000
- Долгая счастливая жизнь (Дуги срећни живот) — 2004
- Реанимация (Реанимација) — 2005
- Лунный переворот — 2005
- Сносная тяжесть небытия (Подношљива тешкоћа непостојања) — 2005
- Зачем снятся сны? (Зашто имамо снове?) — 2007

ГРАЖДАНСКАJА ОБОРОНА — LIVE CD
- Свет и сутлья (Светло и столице) — 1988-89
- Янка и Г. О. Концерт в М.Э. И (Јанка Дјагиљева и Г. О. — Концерт у М. Е. И.у) — 17.02.90
- Последний концерт в Таллине (Последњи концерт у Талину) — 1990
- Русский прорыв в Ленинграде (Концерт у Ленинграду) — 1994
- Концерт в Москве (Концерт у Москви) — 1997
- Свобода (Слобода) — 2002
- Егор и Сергей Летовы. Концерт в клубе "Проект ОГИ" (Јегор и Сергјеi Љетови. Концерт у клубу "Пројекат ОГИ") — 2002
- XX лет. ДК Горбунова (XX година Гражданској Оборони. Концерт у Москви) — 13.11.2004
- Апельсин. (Поморанџа) — 19.11.2006
- Концерт у клубу Б-1 26.05.07" — 2007

JЕГОР и ОПИЗДЕНЕВШИJЕ
- Прыг-скок (Opa cupa) — 1990
- Сто лет одиночества (Сто година самоће) — 1994

КОММУНИЗМ 
- На советской скорости (На совјетской брзини) — 1988
- Сулейман Стальский (Сулејман Стаљски) — 1988
- Веселящий газ (Гас смејавац) — 1989
- Родина слышит (Родно место чути) — 1989
- Солдатский сон (Војников сан) — 1989
- Чудо-музыка (Чудо-музика) — 1989
- Народоведение (Етнографија) — 1989
- Сатанизм (Сатанизам) — 1989
- Жизнь что сказка (Живот је прича) — 1989
- Лет ит би (Лјет ит би) — 1989
- Игра в самолётики под кроватью (Авиони игре под креветом) — 1989
- Лениниана (Лениниана) — 1989
- Коммунизм №13 (Комунизам №13) — 1990
- Хроника пикирующего бомбардировщика (Хроника бомбардерског авиона) — 1990
- Благодать (Благодат) — 1990